# Елерон (авіакомпанія)
Елерон (ТОВ «Авіаційна компанія «Елерон»; англ. LLC Aviation Company Eleron) — українська авіакомпанія, що базується в аеропорту «Рівне». Спеціалізується на вантажних перевезеннях.

## Історія
Компанія заснована у 2013 році. Перельоти здійснює з 2017 року.
Восени 2019 року спільно з логістичною компанією «Нова пошта» запустила щоденні поштові рейси між великими містами України, географію яких планується розширювати.
На початку 2020 року компанія спільно з аеропортом «Львів» та «Укрпоштою» запустила регулярні міжнародні авіаперевезення вантажів. Першим рейсом, запущеним у березні, стали перельоти за маршрутом Львів — Рига — Львів. У квітні запущено перевезення за маршрутами Київ — Стокгольм — Київ та Львів — Стокгольм — Львів. У травні відкрито регулярні рейси за маршрутами Львів — Нюрнберг — Львів та Львів — Тель-Авів — Львів. Також планується здійснення регулярних вантажних рейсів до Польщі, Чехії, Фінляндії, Бельгії, Грузії, Азербайджану.

## Флот
- Ан-26
- Ан-26B[9]

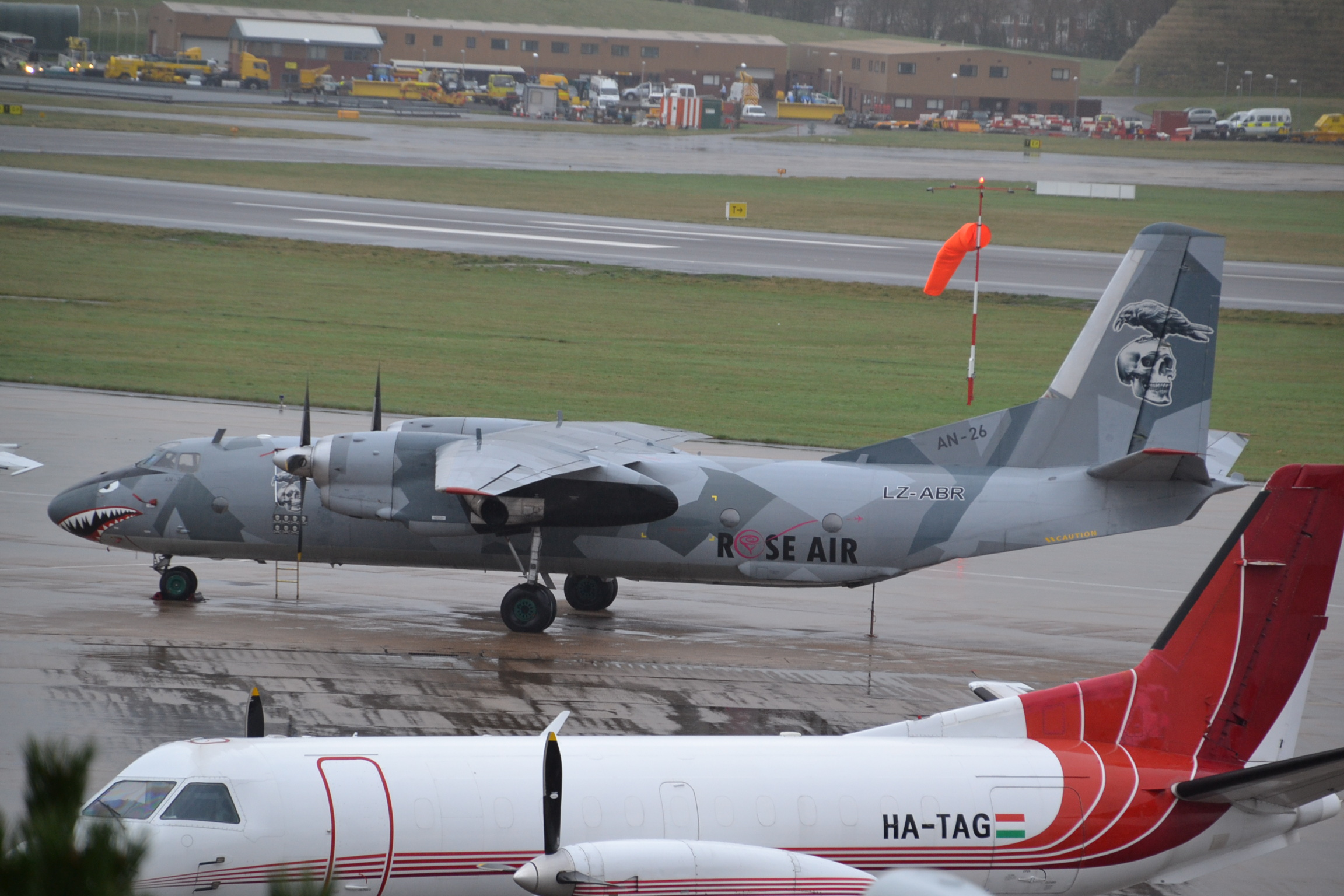
Ан-26B у лівреї акули.

Ан-26B з реєстраційним номером «UR-CSK» та прізвиськом «Killa» має особливу ліврею та був задіяний у зйомках фільму «Нестримні».